# ژائو پدرو (بازیکن فوتبال, متولد 1993)
ژائو پدرو (انگلیسی: João Pedro؛ زادهٔ ۳ سپتامبر ۱۹۹۹) بازیکن فوتبال اهل برزیل است.